# عبدالله ناصری
عبدالله ناصری (زاده ۳۰ اردیبهشت ۱۳۷۱ در اهواز) یک بازیکن فوتبال اهل ایران که در پست مدافع راست بازی می‌کند.

## سوابق باشگاهی
ناصری سابقه بازی در تیم‌های فولاد خوزستان را دارد و در تیم پایه‌های فولاد رشد کرد و به تیم بزرگسالان اضافه شد وی همچنین سابقه بازی برای تیم‌های صنعت نفت آبادان، استقلال خوزستان، تراکتورسازی تبریز، سایپا تهران را در کارنامه دارد